# Теплиця (книга)
Теплиця — науково-фантастичний роман англійського письменника Браєна В. Олдіса 1962 року, що складається з п’яти коротких повістей, які спочатку були серіально були видані часописі «The Magazine of Fantasy & Science Fiction» в  у 1961 році. У США скорочена версія була опублікована як «Тривалі сутінки Землі» (англ. «The Long Afternoon of Earth»); повна версія не була опублікована там до 1976 року.
У 2009 році видавництво IDW Publishing перевидало роман із новим вступом Кліффорда Мета.

## Назва
У романі Земля тепер однією стороною постійно звернена до Сонця (яке більше й гарячіше, ніж зараз), тому вона стала справжньою теплицею, де рослини заповнили майже всю екологічну нішу. За словами Олдіса, американський видавець наполягав на зміні назви, щоб книга не була розміщена в книжкових магазинах у розділі садівництво.

## Вступ до сюжету
Події роману відбувається в далекому майбутньому Землі, мільйони років потому. Земля більше не обертається навколо Сонця і прикріплена до тепер більш віддаленого Місяця, який знаходиться в Троянській точці, павутинням, сплетеним величезними павукоподібними рослинами. Сонце роздулося, заповнивши пів неба. Підсонячна половина планети, яка піддається впливу радіації вмираючого сонця, значно еволюціонувала і через збільшення світла та тепла рослини цієї частини планети постійно шалено ростуть і розпадаються, як тропічний ліс, що збільшився в тисячу разів.
Рослинність і життя комах набули незліченних фантастичних і чуттєвих форм у тепличних джунглях, а люди, тепер менші й зеленіші, були зведені до середньої ролі в харчовому ланцюгу. Полог хащів і Земля надто небезпечні, маленькі людські племена живуть серед гілок. Життя хижака та здобичі не завжди легке, тигрові мухи, ловці-ловці, рослинні птахи та безліч інших фантастичних істот наповнюють твір Олдіса.
Десь між міфом і казкою, історія розгортається у фантастичних джунглях. Земля захоплена рослинністю, сонячне випромінювання мутує та перетворює рослинне життя в різноманітні форми, від тихих до м’ясоїдних.
Рослини – багато з яких тепер належать до всеїдних – заповнили практично всі екологічні ніші на землі та в повітрі, у багатьох розвиваються примітивні нервові системи та, в деяких випадках, очі; з тварин у лісі залишилися лише нащадки чотирьох видів суспільних комах – тигрові мухи (розвинулися від ос), деревні бджоли, рослинні мурахи та терміти (від термітів) – разом із невеликими групами останніх залишків людства (у п’яту частину від їх теперішнього розміру), що борються за виживання, тероризовані хижими рослинами та гротескним життям комах; усі інші наземні та повітряні тварини були доведені до вимирання рослинним царством, за винятком кількох берегових мешканців. Люди живуть на межі вимирання в межах шару пологу гігантського дерева баньян, яке вкриває континент на денній стороні Землі.

## Стислий зміст сюжету
Тон напівміфу/напівказки, увага зосереджена на русі певного племені, зокрема його членів Ґрена, Лілі-йо та Ятмур, що приєдналася пізніше. Пофарбовані в найпростіші, але людські кольори, багато з них легко гинуть, зіткнувшись із потребами гіперхащів. Незважаючи на те, що розповідається пригодницька історія з кульмінацією, Олдіс ніколи не втрачає уваги на положенні людства в ширшій сфері життя.
Лілі-Йо, лідер невеликого матріархального племені людей, вирішує, що група повинна розпатися, оскільки дорослі занадто старі, і повинна піти до «Порад», небезпечних верхніх рівнів лісу , для переходу «Вгору». «Burnurns» – прозорі насіннєві оболонки – збираються, і дорослі особини запечатуються всередині, після чого молодняк прикріплює їх до павутини гігантських павукоподібних рослин, які називаються «Traversers», які подорожують у космос, щоб отримати більш інтенсивний сонячне світло та втеча від паразитичних тигрових мух; як і було заплановано, мандрівник торкається липких стручків і несе їх на Місяць (який тепер має атмосферу, придатну для дихання).
Дорослі без свідомості досягають місця призначення, де вони виявляють, що вони перетворилися на «Людинів», мутованих космічним випромінюванням у літаючі форми. Вони зустрічаються з іншими й залучаються до експедиції назад на Землю, щоб викрасти людських дітей, щоб збільшити популяцію Мухачів. Вони ховаються всередині Траверсера, щоб здійснити зворотну подорож на Землю.
Повернувшись до хащів, Той став новим лідером. Під час спроби вбити великого у формі насіння «птаха-присоска», плем’я випадково стало пасажиром цього птаха-присоски. Після тривалого польоту вони розбиваються на узбережжі біля підніжжя «термомогутнього» замку на півострові. Повернення до лісу через "Nomansland" – смертельна зона розділення суші та моря – Грена чекає «morel», розумний грибок, який прикріплюється до його голови та створює симбіотичні стосунки. Після боротьби за владу Грен залишає плем'я разом зі своєю дівчиною Пойлі, яку також захопив сморчок.
Під час своїх подорожей вони зустрічають Ятмур з племені Ґердерів, який живе в печерах у застиглому лавовому руслі. На «Спідниці чорного рота» невідома істота зі здібностями Сирена ледь не приводить їх до смерті. Рятуючись, вони зустрічають пузатих чоловіків, деяких з яких вони звільняють, перерізаючи пуповини, якими вони прикріплені до паразитичного дерева. Всі сідають на човен, що належить Пузатим, але під час втечі Пойлі гине. Човен, не керуючи, пливе за течією в море. Після кількох пригод екіпаж опиняється на айсбергу, човен знищений, після чого берг впирається в невеликий острівець. Вони їдуть, причепившись на рослині, яка розмножується за допомогою самохідного насіння-ходулі, яке інстинктивно йде на материк.
Вони опиняються біля термінатора, межі між денною та нічною сторонами. На свій жах вони розуміють, що їх переносять. Після довгої подорожі зернятко зупиняється біля вершини гори, досить високої, щоб її ще освітлювало низьке сонце. Там Ятмур народжує дитину Грена і вони знайомляться з Гострохутрами. Вони зустрічають Содал Є і трьох його помічників. Грен, якого все більше захоплює сморчок, хоче, щоб дитина також приймала його. В обмін на їжу Содал Є придумує спосіб видалити сморчок з голови Грена, вмовивши його в миску.
Вони вирішують супроводжувати Содал Є назад до Баунтіфул-Бейсіну, морського рукава поблизу термінатора. По дорозі вони спостерігають сонячний спалах. Сморчок пояснює їм, що світ ось-ось закінчиться, коли Сонце стає яскравішим, а дивні зелені колони, які вони починають бачити, що сяють у космосі, — це саме життя, яке переходить до нових зірок.
Услід за гострими хутрами та іншими вони помічають, що мандрівник приземлився і заблокував прохід до місця призначення. Це траверсер, який перевозив Лілі-йо та її супутників. Сморчку вдається захопити Содал Є, і коли вони досягають гігантського павука, Ґрен знову зустрічає Лілі-йо. Вони сідають на борт траверсера, який збирається піднятися до зірок (після того, як його захопив сморчок, який тепер розділився) – усі, окрім Ґрена, Ятмур та немовляти, які вирішують повернутися до знайомого лісу – на кінець світ, хоч і скоро, не виникне протягом жодного з їхніх життів.

## Персонажі та види

### Персонажі
- Ґрен – Молодий чоловік із племені. Пізніше господарює сморчок.
- Лілі-уйо'' – Вождь племені Грена.
- Гурт Appa Bondi – флаймен (літун); викрадений із Землі в дитинстві.
- Пойлі' – племінна подруга Грена.
- 'Сморчок' – Розумний гриб; формує симбіотичні стосунки з іншими формами життя та покращує їхній інтелект.
- Ятмур – подруга Грена з племені Гердер.
- Ларен - син Грена і Ятмур.
- 'Пузаті чоловіки' (рибалки) – люди, які стали симбіонтами з Деревами-животами. Їм не вистачає сміливості, і вони голосно панікують через усе, що їх турбує.
- 'Содал Є' – Пророк Нічних гір.

### Вид
- Люди – підвид людини; вміє ковзати та літати. В основному мешканці місяця.
- Sharp-furs – Мешканці Нічної сторони, що походять від бабуїнів.
- Содали – походить від дельфінів і тепер є найрозумнішим з усіх живих організмів на Землі. Єдиний вид, який усвідомлює, що Земля приречена.
- Мандрівники – гігантські павукоподібні овочі, вони плетуть павутину, яка тягнеться між Землею та Місяцем, і деякі з них подорожували до найближчих зірок. Їхнє десятитисячолітнє дитинство зараз проходить на Місяці, подалі від найгірших паразитичних тигрових мух (їх єдиних ворогів). Коли вони зрілі, вони живуть завдяки сонячному випромінюванню в космосі, повертаючись на Землю, щоб харчуватися і спаровуватися, і на Місяць, щоб брунькувати.

## Прийом критиків
П’ять коротких повістей, об'єднаних під однією обкладинкою під назвою «Теплиця», були нагороджені премією Г’юго 1962 року за найкращу коротку прозу.
Джеймс Бліш назвав ці твори «цілковитою нісенітницею» та дорікав Олдісу за ігнорування основних правил фізики. Редактор журналу насправді звернувся за науковою порадою щодо одного аспекту книги. Йому сказали, що динаміка орбітиал означала, що це нісенітниця, але зображення Землі та Місяця поруч на орбіті, оповиті павутиною, сплетеною гігантськими рослинними павуками, було настільки обурливим і привабливим, що він опублікував все одно.
Рецензент «Гелексі сайнс фікшн» Флойд К. Гейл похвалив роман як «тур-де-форс, який гарантовано вразить найблазнішого шанувальника наукової фантастики».

## Журнальна версія
Спочатку було п’ять невеликих повістей, які з’явилися в п’яти номерах журналу в 1961 році.
| Історія           | Дата випуску     | Проблема # |
| ----------------- | ---------------- | ---------- |
| "теплиця"         | Лютий 1961 року  | 117        |
| "Номанська земля" | Квітень 1961 р   | 119        |
| "Підлісок"        | Липень 1961 року | 122        |
| "Тімберлайн       | Вересень 1961 р  | 124        |
| "Вічнозелений"    | грудень 1961 р   | 127        |

## Версії та адаптації
- «Gamma World», наукова фентезі рольова гра, вперше опублікована TSR у 1978 році, була частково натхненна романом , як зазначено у передмові до першого видання правила гри.
- Пізніше Карлос Гіменес у коміксі Continuity Comics' «Echo of Futurepast цю історію було адаптовано у комікс із чотирьох частин під назвою «Hom».  антологія.

## Переклади
- Браян Олдіс. «Теплиця. Переклад з англійської. Тернопіль: НК-Богдан, 2020. 288 стор. (Серія «Горизонти фантастики»). ISBN 978-966-10-6297-8

## Загальні та цитовані джерела
- Hothouse на його офіційному сайті
- Огляд «Архіви втрачених книг»
- Review of "Hothouse" by Brian Aldiss
- Hothouse by Brian W. Aldiss. A review by Rich Horton на сайті www.sfsite.com
- Review of "Hothouse" by Brian Aldiss на сайті jeroenthoughts.wordpress.com